# Култов комплекс Каменица
Култов комплекс Каменица (също Момини скали или Момини гърди) е разположен в едноименната местност на север от село Старосел, Община Хисаря, област Пловдив), по пътя към връх Кози грамади.

## Описание
Местността представлява скалист разлат масив, който в западната си част е стръмен, с разнообразни скални форми (на тази свещена територията са регистрирани – пещера, скални арка, и множество изкуствени скални изсичания). Обектът е описан като светилище за пръв път от българския археолог Георги Китов по време на разкопките на тракийските могили край село Старосел.
През 2008 г. обектът е обходен от доц. Иван Христов, който забелязва наличието на кариери за камъни от различни исторически периоди. От особен интерес за археолозите са изсечените форми в скалите, фрагментирана керамика от Желязната епоха в южното подножие на масива и природният феномен – скална арка, която е сред най-често срещаните елементи при мегалитните светилища на древнотракийските племена. (Арки в скалите се срещат се при множество древни сакрални паметници на пранините Родопи, Пирин, Рила, Източна Стара планина, Странджа, градовете Тиквеш и Прилеп – в планините на Пелагония. Много изследователи изрично отбелязват, че ако се съди по откритите археологически материали, те са престанали да съществуват като култови обекти в края на Античната епоха. Най-близък аналог на арката при Момини гърди е Мегалитът над село Бузовград (Врата на богинята Майка).
Според доц. Христов картирането на скалните паметници в землището на средногорските села и анализът на легендите, свързани с тях, показват един важен изследователски проблем, където е налице е налагането на определен мит върху естествения планински релеф, като природното се е превърнало в културно пространство чрез маркирането на определени, лесно забележими природни феномени с помощта на знаци: скални
ями, фалическо издържани скали, скални процепи и арки.
Христов подчертава, че може да се обособи специфична високопланинска зона, разположена в билната част на Същинска Средна гора (на върха на Свещената планина), където топонимията издава властването на върховни божества. Това е територията, контролирана през древността от Царете – херои на тракийското племе одриси.

## Легенда
Според легендата местността Момини гърди е получила името си, след като млада мома скача от скалите, за да не попадне в ръцете на преследващите я турци.